# Ilon Wikland

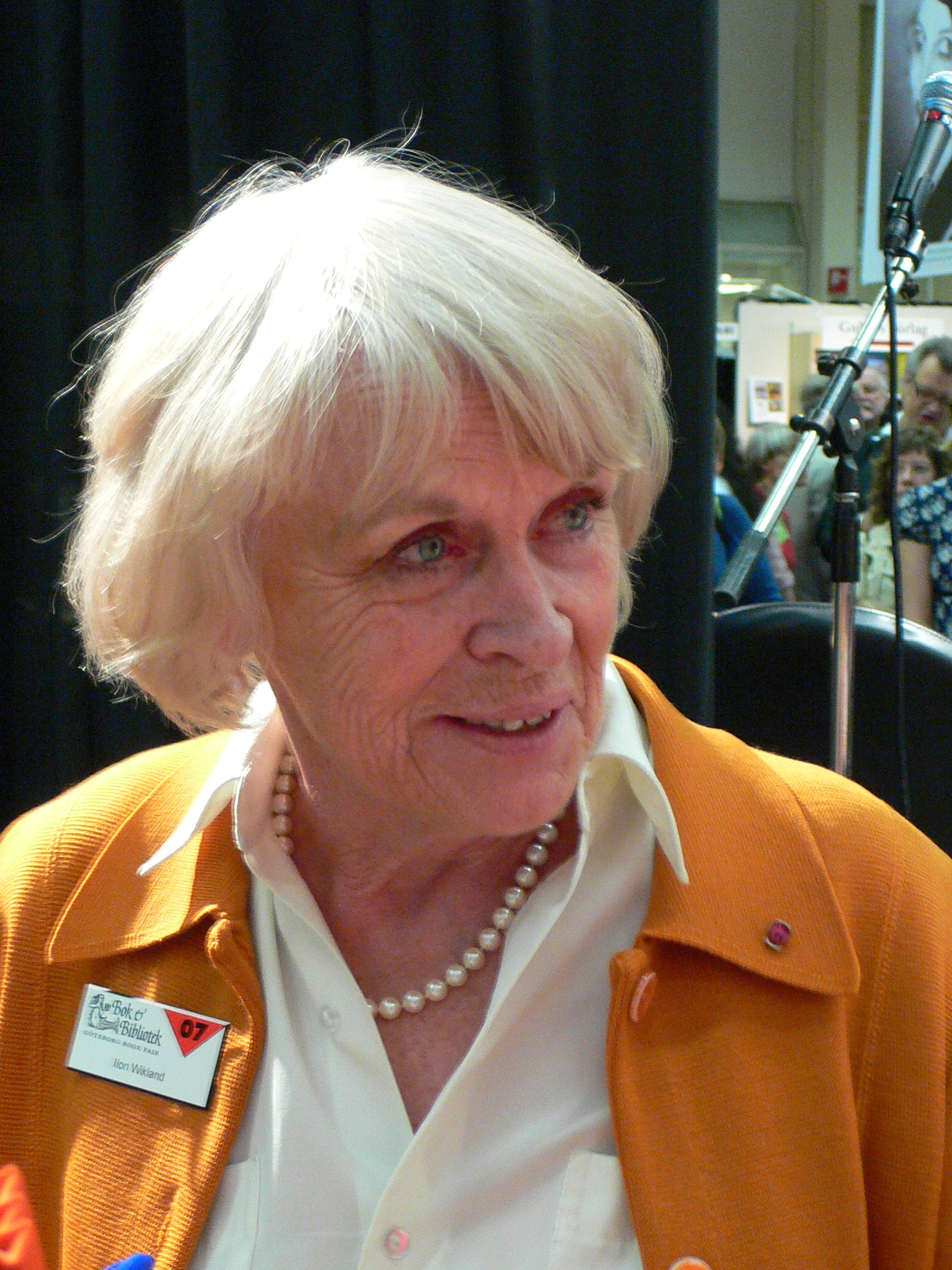
Ilon Wikland, 2007

Ilon Wikland (* 5. Februar 1930 in Tartu, Estland) ist eine schwedisch-estnische Illustratorin für Kinderbücher. Sie wurde vor allem durch ihre Zeichnungen in den Büchern von Astrid Lindgren bekannt.

## Leben und berufliche Anfänge
Ilon (eigentlich: Maire-Ilon) Wikland ist die Tochter des Ingenieurs Max Pääbo und der Künstlerin Vida Juse. Sie verbrachte ihre Kindheit in Haapsalu und kam mit 14 Jahren als Flüchtling ohne Familie nach Schweden. Sie absolvierte eine Ausbildung als Illustratorin und Buchkünstlerin und besuchte Kunsthochschulen in Stockholm und London und arbeitete als Grafikerin in Verlagen.

## Zusammenarbeit mit Astrid Lindgren
1953 erschien Ilon Wikland auf der Suche nach Aufträgen im Verlag Rabén & Sjögren und traf auf Astrid Lindgren, die dort als Lektorin für Kinderbücher arbeitete. Diese hatte damals gerade das Manuskript zu Mio, mein Mio beendet und bat Wikland um Skizzen für das Buch. Diese gefielen der Autorin so gut, dass die Illustratorin bei der folgenden jahrzehntelangen Zusammenarbeit mit Lindgren völlige künstlerische Gestaltungsfreiheit bekam. Nur bei Karlsson vom Dach und Ronja Räubertochter verlangte die Autorin eine Änderung der Hauptfigur. Die ursprüngliche Ronja-Darstellung ließ Lindgren zu sehr an ein Kind skandinavischer Lappen denken und war ihr wohl auch zu mädchenhaft-zart. Weitere Entwürfe führten Wikland schließlich zu der heute bekannten androgynen Mädchengestalt mit dem Wuschelkopf. Diese diente auch als Vorlage für eine japanische Adaption, die von Goro Miyazaki gezeichnet wurde und 2016 als TV-Animation ins schwedische Fernsehen kam. Bei Karlsson vom Dach setzte sich dagegen Wikland durch: Lindgren schwebte ein Mann mit Glatze und Glasauge vor, Wikland fand ihr Vorbild eines Mannes in blauer Latzhose und kariertem Hemd 1955 in den Pariser Markthallen.
Astrid Lindgren schätzte ihre Illustratorin sehr und schrieb im Vorwort zu einer Ausstellung mit deren Bildern:

„Mit deinen Bildern hast du mitgeholfen, dass meine Bücher ihre Leser erreichen. Viele Kinder werden sich ihr Leben lang an die Bilder erinnern, die du geschaffen hast. Sie werden ein unvergesslicher Teil ihrer Kindheit sein.“

Ilon Wikland illustrierte fast alle Bücher von Astrid Lindgren. Ausnahmen sind die Illustrationen zu Michel aus Lönneberga, die von dem Schweden Björn Berg stammen, sowie die zu Pippi Langstrumpf von Ingrid Vang Nyman aus Dänemark.

## Weitere Werke
Neben der Zusammenarbeit mit Astrid Lindgren hat Ilon Wikland aber auch eigene Kinderbücher und die anderer Autoren illustriert. Einige davon sind: Elle-Karl Höjeberg, Hans Peterson, Elisabeth Hjortvid, Ann Mari Falk, Rose Lagercrantz, Doris Orgel, Malene Schwartz, Edith Unnerstad. 2014 illustrierte sie Peter und der Wolf, wobei sie auch eigene bedrückende Erlebnisse von der Besatzung Estlands durch die Sowjets verarbeitete (einige der Jäger waren an Putin und Stalin angelehnt).

## Stil
Der Illustrationsstil von Ilon Wikland ist unverkennbar durch Detailreichtum und die typischen Kinderfiguren mit Stupsnasen und runden Wangen. Die meisten der Buchillustrationen sind fein ausgearbeitete Federzeichnungen in Schwarz-Weiß. Ihre farbigen Illustrationen (Buchtitel und Bilderbücher) sind zumeist mit Aquarellfarbe kolorierte Federzeichnungen, bisweilen aber auch aufwändige Aquarelle. Aufgrund von Sujets und Farbgebung erinnern sie oft ein wenig an den schwedischen Maler Carl Larsson. Jedoch auch düstere Bildwelten wie die der Brüder Löwenherz zählen zu ihrem Repertoire. Ideen zu ihren Figuren sammelt sie im Alltag. Vorbild für das Zimmer von Karlsson vom Dach war beispielsweise ihr eigenes Wohnzimmer, das von Lotta aus der Krachmacherstraße ihrer Tochter Anna und das von Kerstin aus den Kindern von Bullerbü ihrer Tochter Brigitta und ihre Räubergestalten in Ronja Räubertochter wurden durch die Warteschlange vor einem Schnapsladen inspiriert. Die Burg in Ronja Räubertochter ist an die Bischofsburg von Haapsalu angelehnt.

## Werkschau
Vom 14. Februar bis 30. Juni 2015 war in Berlin anlässlich des 85. Geburtstages der Künstlerin, bei LesArt, dem Berliner Zentrum für Kinder- und Jugendliteratur, eine Werkschau mit über 150 Originalillustrationen zu sehen.
Unter dem Titel Über Tisch und Bänke – Die einzigartige Bilderwelt der Ilon Wikland erhielten die Besucher einen Einblick in die eindrucksvolle Bandbreite von Ilon Wiklands Werk. Erstmals in Deutschland waren neben bekannten Lindgren-Illustrationen auch Originale zu nie in Deutschland erschienenen Büchern zu sehen sowie Entwurfsarbeiten, Skizzen und private Zeichnungen Wiklands. Zur Ausstellung erschien ein 40-seitiges Begleitheft.
Nach Beendigung der Ausstellung war sie in Teilen in der Internationalen Jugendbibliothek in München zu sehen sowie im Koeppenhaus in Greifswald. Im November 2016 war die in enger Zusammenarbeit mit Ilon Wikland entstandene LesArt-Ausstellung dann bei der KIBUM in Oldenburg (Oldb) zu sehen. Von Mai bis Juli 2017 war die Ausstellung dann zu Gast im Bilderbuchmuseum in Troisdorf. Eine weitere Ausstellung fand 2022 im Wilhelm-Busch-Museum in Hannover statt. Diese Ausstellung wurde 2023 von der Galerie Stihl in Waiblingen übernommen. Viele ihrer Zeichnungen stiftete sie dem Museum Ilon`s Wonderland in Haapsalu.

## Auszeichnungen
Ilon Wikland wurde mit vielen Preisen ausgezeichnet. 1969 bekam sie die Elsa-Beskow-Plakette für ihr Gesamtwerk. Mehrfach wurde sie für den international bedeutenden Astrid-Lindgren-Gedächtnis-Preis nominiert. 2018 wurde ihr der Ehrenpreis der schwedischen Verlegervereinigung (Svenska Förläggareföreningen) verliehen.